# Резонаторный ящик

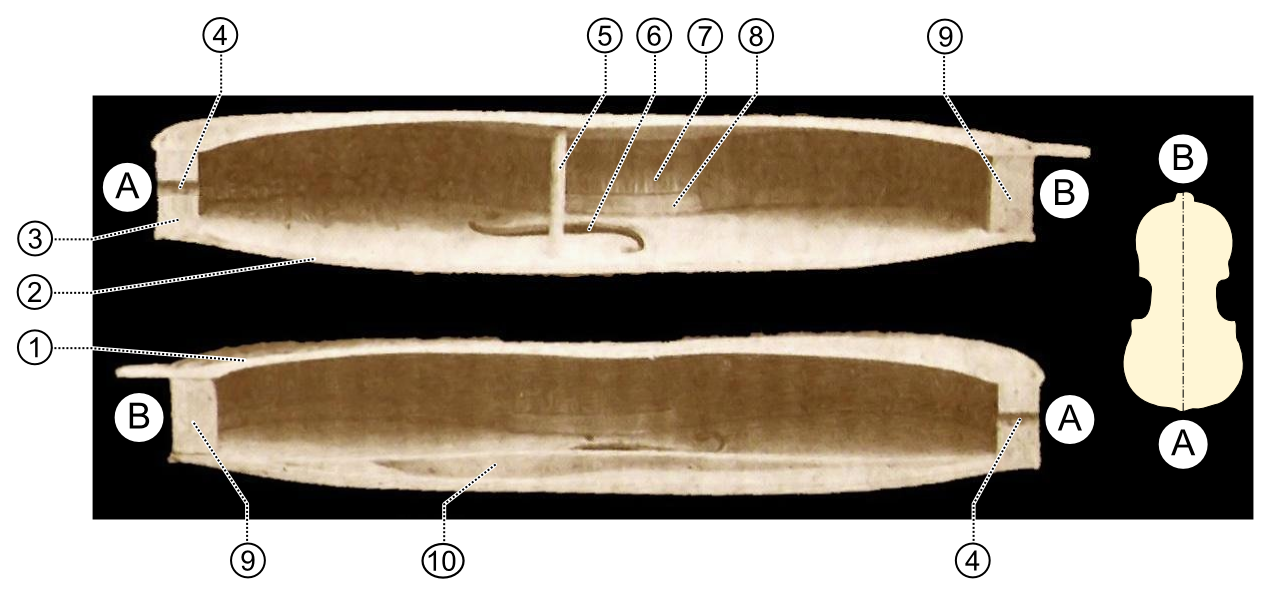
Корпус скрипки в продольном разрезе

Резона́торный ящик, кузов — корпус струнного музыкального инструмента, усиливающий громкость звучания и придающий ему определённую окраску (тембр).
К примеру, резонаторный ящик гитары, образованный двумя деками и боковиной, имеет особую форму, благодаря которой расстояние от розетки (входного и выходного отверстия для звука) до стенок ящика в разных местах разное, что позволяет воздуху резонировать в ящике на разных частотах (усиливая соответствующие ноты). Набор этих частот определяет общий тембр инструмента, который может меняться в зависимости от формы резонаторного ящика. К примеру, в звуке гитар типов арктоп и дредноут преобладают низкие частоты благодаря увеличенному расстоянию между стенками ящика, а дредноут-гитару также отличает повышенная громкость. Размеры ящика должны соответствовать строю инструмента.
Резонаторным ящиком оборудовано подавляющее большинство струнных инструментов, за исключением фортепиано, виолонофонов (как, например, Скрипка Штроха), а также тех, где звук усиливается электрически — электрогитар, электроскрипок и пр. Вместо розетки может использоваться мембрана из кожи или похожего материала, который натягивается на открытую переднюю часть корпуса инструмента (примеры: банджо, ребаб).